# Aloe suzannae
Aloe suzannae é uma espécie de liliopsida do gênero Aloe, pertencente à família Asphodelaceae.